# Anca Măroiu
Anca Bacioiu Măroiu (Craiova, 5 agosto 1983) è una schermitrice rumena, specializzata nella spada.

## Carriera
Măroiu iniziò a praticare ginnastica, ma si accorse di essere troppo alta alle elementari. Passò alla scherma, imparando sotto Nicolae Mihăilescu e poi Mircea Alecu. Avendo un temperamento combattivo, scelse la spada, l'arma del duello. Quando aveva 14 anni fu selezionata nel centro di allenamento nazionale per juniores all'interno della scuola superiore sportiva Petrache Trișcu a Craiova sotto la guida di Dan Podeanu.
Gareggia per il Clubul Sportiv al Armatei Steaua București.
Ha conquistato una medaglia d'oro nella gara di spada a squadre nei campionati mondiali di scherma di Parigi del 2010.
Ha conquistato due medaglie d'oro nella gara di spada a squadre nei campionati europei di scherma di Smirne del 2006 e di Kiev del 2008 ed una di bronzo nella spada individuale a Smirne nel 2006.

## Vita privata
Nel 2014, Măroiu ha dato alla luce un figlio, Petre Luca. Ha annunciato il suo ritorno alle competizioni all'inizio del 2015.

## Palmarès
In carriera ha conseguito i seguenti risultati:
- Mondiali

Parigi 2010: oro nella spada a squadre.
Catania 2011: oro nella spada a squadre e bronzo individuale.
- Europei

Smirne 2006: oro nella spada a squadre e bronzo individuale.
Kiev 2008: oro nella spada a squadre.
Sheffield 2011: oro nella spada a squadre.
Legnano 2012: argento nella spada individuale ed a squadre.